# Science Fiction Advertiser
Science Fiction Advertiser fue un fanzine de ciencia ficción editado por un fandom de Glendale, California, para posteriormente pasar a llamarse Inside Science Fiction tras un proceso de fusión con Inside (1952-1953), que estuvo activa hasta junio de 1963. La revista comenzó como Fantasy Advertiser en abril de 1946, y funcionó con tal nombre hasta noviembre de 1951.
La revista centró sus publicaciones sobre noticias, crítica literaria y pormenores del proceso de escritura de algunos artículos, como por ejemplo sobre el proceso creativo de Excalibur de Lafayette Ronald Hubbard realizado por Arthur J. Cox en el número de julio de 1952.
Durante su existencia recibió el Premio Hugo al mejor fanzine en 1956, compartido con Inside.
Los montos reales de circulación no se conocen debido a que la publicación anual de las cifras de circulación recién fueron exigibles a partir de la década de 1960.